# Total Commander
A Total Commander shareware fájlkezelő program Windows alá. A Norton Commander révén elterjedt hagyományos interfészt használja, két panellel, parancssorral és alsó és felső menüsorral. Számos összetett segédfunkciót tartalmaz, többek között FTP- és FTPS-klienst, könyvtárszinkronizációt, fájlösszehasonlítást és többszörös átnevezést, ki- és betömörítést, kódolást és többféle ellenőrzőösszeg-számítást. Saját makrónyelve és pluginrendszere van; képes az IrfanView vagy az XnView programot is pluginként használni képek megjelenítésére.
A svájci Christian Ghisler fejleszti, eredetileg Delphi nyelven, a legutóbbi Windows 64 bites kiadások Lazarus-ban készültek. Az eredeti neve Windows Commander; a „Windows” védjegyet birtokló Microsoft felszólítására 2002-ben váltott nevet. A program shareware licencű, de a gyakorlatban inkább nagware: egy figyelmeztető üzeneten kívül semmilyen ellenintézkedés nincs benne a megengedett 30 napon túli használat megakadályozására. Freeware változata elérhető Windows Mobile, és Android operációs rendszerek alá.